# Forte Ibrim

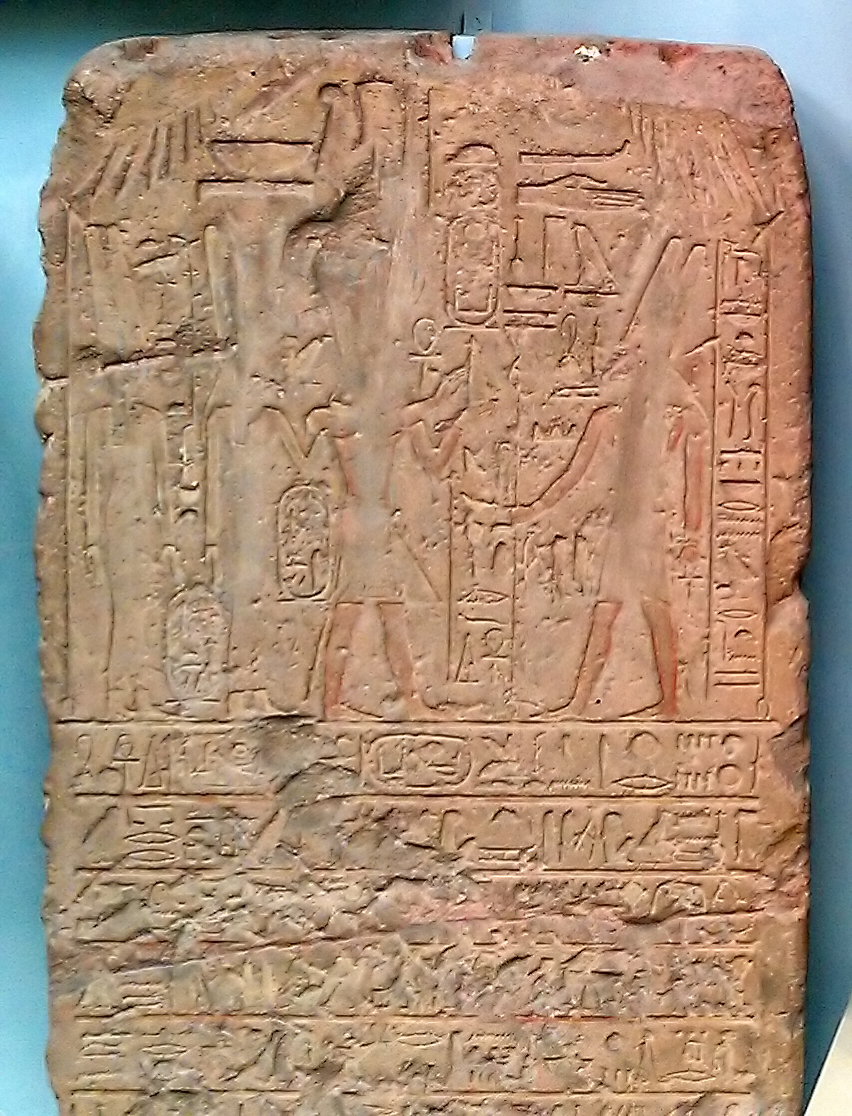
Estela de arenito do faraó

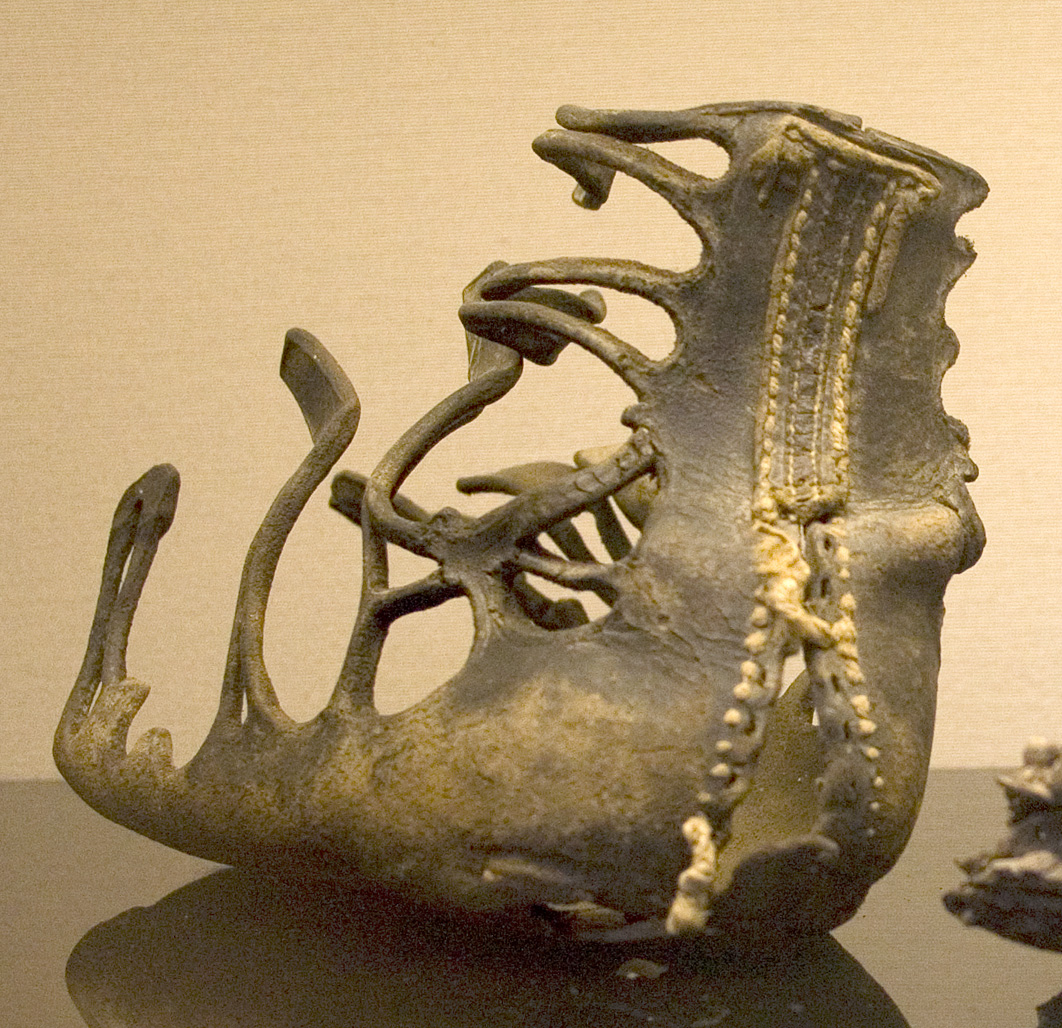
Caliga de Forte Ibrim, século I

Forte Ibrim (em árabe: قصر ابريم; romaniz.: Qasr Ibrim), ou Silimi em núbio antigo, é um sítio arqueológico da Núbia Inferior que está situado no atual Egito. Seu nome remonta à Antiguidade; foi Pedeme aos meroíticos, Primis aos romanos e Frim em copta, então corrompido para Ibrim em árabe. O local tem longa história de ocupação, desde o século VIII a.C. até 1813, e era centro econômico, militar e religioso. Originalmente era uma importante cidade empoleirada num penhasco às margens do Nilo, mas a inundação do lago Nasser após a construção da represa de Assuã transformou-a numa ilha e inundou os arredores. É o único sítio arqueológico importante na Núbia Inferior que sobreviveu às inundações do Nilo. Tanto antes como depois da inundação, permaneceu como um importante local para investigações arqueológicas.

## História
A ocupação humana na região data da Época Baixa (664–332 a.C.) do Antigo Egito, mas atingiu o seu auge durante a Idade Média, quando a área pertencia à eparquia da Nobácia. Em Forte Ibrim foram localizados a maior coleção de documentos núbios antigos já encontrados, incluindo os registros do eparca. O local foi ocupado até 1813, quando os últimos habitantes foram expulsos a fogo de artilharia. Hoje a ilha está fechada para todos, menos para os arqueólogos.

### Influência egípcia
A influência do Egito na Núbia começou cerca de 2 000 a.C., quando o Egito invadiu e reivindicou soberania sobre a região. Muitos artefatos egípcios e evidências da arquitetura egípcia foram encontrados em Forte Ibrim. Sua inscrição mais antiga foi uma estela do tempo do faraó Amenófis I (r. 1525–1504 a.C.). A estela foi encontrada em uma das criptas da basílica bizantina cristã e agora está exposta no Museu Britânico.

### Ocupação romana
A ocupação romana começou nos últimos meses de 30 ou início de 29 a.C., após a cidade ser capturada por tropas lideradas por Cornélio Galo, primeiro prefeito do Egito durante o reinado do imperador Augusto (r. 27 a.C.–14 d.C.). Cornélio teve que empreender uma ação militar no Alto Egito já em seus primeiros meses no cargo por causa de uma rebelião desencadeada por um regulamento fiscal introduzido pelo governo romano. Cornélio derrotou rebeldes em Tebas, continuou ao sul e, finalmente, passou a primeira catarata. Durante o percurso instalou uma guarnição romana em Forte Ibrim. No caminho de volta, recebeu enviados da corte meroítica no qual fizeram um acordo na qual a região foi concedida como um estado vassalo ao governante de Meroé. Três anos depois, a carreira de Cornélio acabou. Acusado de conspiração contra Augusto, foi chamado de volta a Roma, julgado, sentenciado à morte e executado.
Seguindo as ordens de Augusto, o segundo prefeito Élio Galo invadiu a Arábia Feliz (região dos atuais Iêmem e Omã) em 24 a.C.. Aproveitando-se da fraqueza temporária dos romanos na região, o exército meroítico cruzou a fronteira sul do Egito e marchou à província romana. O terceiro prefeito, Caio Petrônio, que havia sido designado nesse meio tempo, reagiu rápida e energicamente. O poder do exército e sua supremacia foram significativos, e depois de uma curta campanha, Petrônio não apenas recuperou a região, mas também marchou ao sul até a terceira catarata. No caminho de volta ao Egito, fez uma parada em Forte Ibrim e reforçou sua guarnição.
Como resultado do conflito, foram iniciadas conversações de paz, levando a um tratado ratificado em 20 a.C. na ilha de Samos no mar Egeu. Embora vitoriosos, os romanos decidiram retirar-se da região. A área foi dividida e os romanos limitaram seu controle à sua parte norte chamada Triacontasqueno. A guarnição romana em Forte Ibrim, situada a sul da nova fronteira, foi evacuada. A presença militar romana chegou ao fim. A fortaleza da cidade, construída por engenheiros militares romanos, era a mais forte do Vale do Nilo nessa época.

### Centro cristão
Durante a época romana, foi um dos últimos bastiões do paganismo, seus seis templos foram convertidos ao cristianismo dois séculos depois do restante do Egito e tornou-se um dos principais centros cristãos na Núbia Inferior. O cristianismo primeiro chegou ao Forte Ibrim no século VI, mas teve pouco efeito. Não foi até a cidade se tornar parte do Reino de Macúria, no início do século VIII, que se tornou um centro para o cristianismo, até mesmo depois do século XV quando o reino se tornou islâmico. A cidade resistiu contra o islã até o século XVI, quando uma unidade de bósnios, parte do exército otomano, a ocupou. Eles ficaram na cidade e constituíram família dentro da comunidade núbia, e utilizaram parte da catedral como mesquita.
Duas igrejas permanecem no local. Uma, erigida no século VI reutilizando o templo do rei Taraca (690–664 a.C.), enquanto a outra, uma basílica, foi construída depois do século VII sobre outro templo antigo.